# Jutjat de primera instància i instrucció
Un jutjat de primera instància i instrucció és un jutjat amb seu en un cap de partit, on el jutge titular, conegut com a jutge de primera instància i instrucció, és un funcionari de l'administració de justícia amb atribucions per conèixer de tots els casos civils i penals que es donin en el partit judicial, sempre que per llei no s'atorguin a jutges inferiors, que ja no són funcionaris de l'administració de justícia, com els jutges de pau.